# جون أمبروز ستريت
جون أمبروز ستريت هو سياسي كندي، ولد في 22 سبتمبر 1795 في كندا، وتوفي في 5 مايو 1865.